# Molid argintiu
Picea pungens (Picea pungens Engelm.), molidul albastru, molidul verde molidul alb, molidul argintiu sau molidul de Colorado, este o specie de molid (genul Picea). Este originar din Munții Stâncoși din vestul Statelor Unite. Aria sa de răspândire originară se întinde din statul Colorado și până în statul Wyoming. Ca arbore ornamental însă, este prezent în multe alte părți ale lumii, cu mult dincolo de zona de origine.